# Bravo-Jahrescharts 1962
Heißer Sand und ein verlorenes Land, so heißt der Refrain des größten Hits der Jugendlichen im Jahr der Kubakrise 1962. Weiterhin stehen die internationalen Songs im Hintergrund. Speedy Gonzales von Rex Gildo hatte als Coverversion des Originals von Pat Boone den weitaus größeren Erfolg bei den Bravo-Lesern. Die erfolgreichsten US-Amerikaner waren Gus Backus mit seiner Sauerkraut-Polka auf Platz 13 und Connie Francis, eine der beliebtesten Sängerinnen.
Unter der Schlagzeile „Sehnsucht nach Sonne und Ferne“ stellte in ihrer Ausgabe 02/1963 die Jugendzeitschrift BRAVO in der Rubrik Bravo-Musicbox 1962 die erfolgreichsten Schlager des Jahres 1962 vor. Christian Müller hat in seiner Broschüre Die Bravo-musicbox nach den Ergebnissen der wöchentlichen Musicboxen anhand eines Punktesystems ebenfalls eine Rangliste der BRAVO-Jahrescharts zusammengestellt.

## BRAVO-Musicbox 1962
1. Mina – Heißer Sand
2. Rex Gildo / Pat Boone – Speedy Gonzales
3. Bob Moore – Mexico
4. Gerhard Wendland – Tanze mit mir in den Morgen
5. Conny – Zwei kleine Italiener
6. Connie Francis – Paradiso
7. Nana Mouskouri – Ich schau den weißen Wolken nach
8. Peter Kraus – Sweety
9. Mina – Fiesta Brasiliana
10. Gerd Böttcher – Geld wie Heu
11. Peter Kraus – Schwarze Rose, Rosemarie
12. Carmela Corren – Eine Rose aus Santa Monica
13. Conny – Lady Sunshine und Mr. Moon
14. Bill Ramsey – Ohne Krimi geht die Mimi nie ins Bett
15. Gerhard Wendland – Schau’ mir nochmal in die Augen
16. Gus Backus – Linda (Ein Haus in den Rockys)
17. Gus Backus – Sauerkraut-Polka
18. Nana Mouskouri – Am Horizont irgendwo
19. Will Brandes und die kleine Elisabeth – Baby-Twist
20. Peppino di Capri – St. Tropez Twist

## Die Hits des Jahres 1962
(nach Peter Müller)
1. Heißer Sand – Mina – 374 Punkte
2. Ich schau den weißen Wolken nach – Nana Mouskouri – 370 Punkte
3. Mexico – Bob Moore – 359 Punkte
4. Zwei kleine Italiener – Conny – 332 Punkte
5. Tanze mit mir in den Morgen – Gerhard Wendland – 323 Punkte
6. Speedy Gonzales – Rex Gildo – 294 Punkte
7. Paradiso – Connie Francis – 267 Punkte
8. Geld wie Heu – Gerd Böttcher – 265 Punkte
9. Schau mir noch mal in die Augen – Gerhard Wendland – 244 Punkte
10. Sweety – Peter Kraus – 242 Punkte
11. Eine Rose aus Santa Monica – Carmela Corren – 241 Punkte
12. Schwarze Rose, Rosemarie – Peter Kraus – 213 Punkte
13. Sauerkraut-Polka – Gus Backus – 208 Punkte
14. Auf Wiederseh’n, Marlene – Bob Moore – 206 Punkte
15. Silver Moon – Peter Kraus – 186 Punkte
16. Hämmerchen-Polka – Chris Howland – 179 Punkte
17. Aló-Ahe – Freddy Quinn – 177 Punkte
18. Speedy Gonzales – Pat Boone – 176 Punkte
19. Lady Sunshine und Mr. Moon – Conny – 172 Punkte
20. Weiße Rosen aus Athen – Nana Mouskouri – 156 Punkt

## Bravo-Otto-Wahl 1962

### Sänger
1. Goldener Otto: Freddy Quinn
2. Silberner Otto: Gus Backus
3. Bronzener Otto: Peter Kraus

### Sängerinnen
1. Goldener Otto: Connie Francis
2. Silberner Otto: Caterina Valente
3. Bronzener Otto: Conny Froboess